# Francisco de Borja de Sousa Holstein, 1.º Marquês de Sousa Holstein
D. Francisco de Borja Pedro Maria António de Sousa Holstein ComSE • ComNSC (Paris, 20 de Abril de 1838 - Lisboa, Carnide, Quinta das Romeiras, 30 de Setembro de 1878), 1.º Marquês de Sousa Holstein, foi um diplomata, político, advogado, académico, publicista e especialista assim como historiador de arte português.

## Família
Décimo terceiro dos filhos e filhas de D. Pedro de Sousa Holstein, 1.º Conde, 1.º Marquês e 1.º Duque de Palmela (antes 1.º Duque do Faial), e de sua mulher D. Eugénia Francisca Xavier Teles da Gama.

## Biografia
Doutorou-se em Direito na Faculdade de Direito da Universidade de Coimbra em 1858, com a tese: Se o Sistema das Circunstâncias Atenuantes ou Agravantes é Conveniente ou é Prejudicial à Ordem Pública. Seguiu, logo depois do seu Doutoramento, a carreira diplomática, tendo desempenhado as funções de Adido e Secretário em Roma e em Florença, então capital de Itália. No decurso dessas missões desenvolveu grandemente a sua propensão para os estudos artísticos e especialmente os da História da Arte, em que veio a ser uma autoridade. Sobre o pintor Domingos António de Sequeira colheu, tanto nos arquivos italianos como nos nacionais, os elementos necessários à elaboração do livro Vida de Domingos António de Sequeira. A favor da Universidade de Coimbra, obteve em Itália a cedência de grande número de exemplares mineralógicos, especialmente os provenientes do Vesúvio, e ainda obras de Medicina e coleções de regulamentos universitários estrangeiros, dádivas estas que foram justamente apreciadas pelo Conselho Universitário pelo que representavam para o interesse daquela Universidade. Depois do seu regresso a Lisboa foi nomeado Inspetor da Academia Real de Belas-Artes de Lisboa, lugar que exerceu gratuitamente e no qual, através de longas lutas com o espírito de rotina, conseguiu introduzir importantes melhoramentos a bem da Arte nacional. Pouco antes da sua prematura morte achava-se a escrever o prefácio para os Diálogos sobre Pintura de Francisco de Holanda, que estava incumbido de publicar. Colaborou em muitos jornais e revistas, com grande profusão de conhecimentos, sobre os mais variados assuntos, como p. ex. a Revista Contemporânea de Portugal e Brasil  (1859-1865). A sua Vida de Domingos António de Sequeira nunca chegou a ser publicada porque a morte o surpreendeu antes de tal realizar e, embora o Governo de então tivesse resolvido publicá-la, o projeto foi mais tarde abandonado.
Foi Gentil-Homem da Real Câmara de D. Luís I de Portugal, Moço Fidalgo da Casa Real, Oficial-Mor da Casa Real, Deputado da Nação e Par do Reino, Grã-Cruz da Ordem dos Santos Maurício e Lázaro, da Sardenha, Comendador da Ordem Militar de Sant'Iago da Espada, 454.º Comendador da Ordem de Nossa Senhora da Conceição de Vila Viçosa (21 de Junho de 1854) e Comendador da Ordem de São Gregório Magno, da Santa Sé, e da Ordem da Águia Vermelha, da Prússia, Sócio da Academia Real das Ciências de Lisboa e da Associação dos Advogados de Lisboa, etc.
O título de 1.º Marquês de Sousa Holstein foi-lhe concedido por D. Fernando II de Portugal, Regente na menoridade de D. Pedro V de Portugal, por Decreto de 3 de Setembro de 1855. Era já Marquês Honorário por Decreto de D. Pedro V de Portugal de 8 de Agosto de 1860, concessão feita aos filhos mais novos dos 1.º s Duques de Palmela, a exemplo do que era uso em certas Casas Ducais, e usou as Armas dos Duques de Palmela: de Sousa dos Senhores de Arronches; timbre: de Sousa dos Senhores de Arronches; Coroa de Marquês.
Encontra-se sepultado no jazigo dos Duques de Palmela, no Cemitério dos Prazeres.

## Casamento
Casou em Lisboa a 20 de Agosto de 1862 com Maria Eugénia Braamcamp Sobral de Melo Breyner (Lisboa, 22 de Outubro de 1837 - Mercês, Lisboa, 7 de Outubro de 1879), filha da 2.ª Condessa de Sobral, da qual teve quatro filhos: 
- Recém-nascido (Mercês, Lisboa, 17 de Junho de 1863 - Mercês, Lisboa, 17 de Junho de 1863);
- D. Pedro de Sousa Holstein (27 de Janeiro de 1865 - ?), solteiro e sem geração
- D. Luís de Sousa Holstein (Lisboa, 8 de Fevereiro de 1868 - Lisboa, 8 de Fevereiro de 1935), 2.º Marquês de Sousa Holstein
- D. Adelaide de Sousa Holstein (25 de Setembro de 1869 - Lisboa, 14 de Fevereiro de 1948), solteira e sem geração